# لويس كونستانت
لويس كونستانت (بالفرنسية: Louis Constant)‏ هو ملاكم فرنسي، مثّل بلاده في الألعاب الأولمبية الصيفية 1908.

## روابط خارجية
لويس كونستانت على موقع أوليمبيديا (الإنجليزية)